# Meeting de Atletismo Madrid 2007
Il Meeting de Atletismo Madrid 2007 è un meeting di atletica leggera svoltosi il 21 luglio 2007 a Madrid, in Spagna, facente parte del circuito IAAF World Tour, di cui rappresenta il diciassettesimo appuntamento stagionale.

## Risultati

### Uomini
| Evento: | Vincitore:                  | Vincitore: | 2° piazzato:                  | 2° piazzato: | 3° piazzato:                 | 3° piazzato: |
| --- | --------------------------- | ---------- | ----------------------------- | ------------ | ---------------------------- | ------------ |
| 100m | Francis Obikwelu Portogallo |            | Joshua Ross Australia         |              | Wallace Spearmon Stati Uniti |              |
| 400 m | John Steffensen Australia   | 45.05      | Angelo Taylor Stati Uniti     | 45.05        | Michael Blackwood Giamaica   | 45.60        |
| 800 m | Youssef Saad Kamel Bahrein  | 1:44.49    | Khadevis Robinson Stati Uniti | 1:45.03      | Nick Symmonds Stati Uniti    | 1:45.06      |
| 1.500 m | Ivan Heshko Ucraina         | 3:37.57    | Daham Najim Bashir Qatar      | 3:37.79      | Badr Rassioui Marocco        | 3:37.90      |
| 3.000 siepi | Julius Nyamu Kenya          | 8:23.81    | Steve Slattery Stati Uniti    | 8:24.29      | Collins Kosgei Kenya         | 8:26.18      |
| 110hs | Ron Bramlett Stati Uniti    | 13.44      | David Oliver Stati Uniti      | 13.45        | Aries Merritt Stati Uniti    | 13.45        |
| Salto triplo | Nelson Évora Portogallo     | 17.51m     | randy Lewis Regno Unito       | 17.40m       | Aarik Wilson Stati Uniti     | 17.30m       |
| Getto del peso | Rutger Smith Paesi Bassi    | 21.12m     | Reese Hoffa Stati Uniti       | 20.81m       | Joachim Olsen Danimarca      | 20.64m       |
| Lancio del disco | Virgilijus Alekna Lituania  | 68.74m     | Mario Pestano Spagna          | 66.33m       | Rutger Smith Paesi Bassi     | 63.28m       |
| AR record continentale \| NR record nazionale \| PB record personale \| SB record personale stagionale \| WL miglior prestazione dell'anno \| WR record mondiale |                             |            |                               |              |                              |              |

### Donne
| Evento: | Vincitore:                       | Vincitore: | 2° piazzato:                              | 2° piazzato: | 3° piazzato:                                       | 3° piazzato: |
| --- | -------------------------------- | ---------- | ----------------------------------------- | ------------ | -------------------------------------------------- | ------------ |
| 200m | Rachelle Boone-Smith Stati Uniti | 23.12      | Lauryn Williams Stati Uniti               | 23.14        | Marshevet Hooker Stati Uniti                       | 23.25        |
| 800 m | Maria de Lurdes Mutola Mozambico | 1:58.80    | Hasna Benhassi Marocco                    | 1:59.47      | Tamsyn Lewis Australia                             | 1:59.80      |
| 1.500 m | Olesya Chumakova Russia          | 4:06.89    | Btissam Lakhouad Marocco                  | 4:06.98      | Siham Hilali Marocco                               | 4:07.37      |
| 400hs | Anna Jesień Polonia              | 54.85      | Angela Morosanu Romania                   | 54.91        | Sandra Glover Stati Uniti                          | 55.62        |
| Salto in alto | Blanka Vlašić Croazia            | 2.05m      | Ruth Beitia Spagna Kajsa Bergqvist Svezia | 1.95m        |                                                    |              |
| Salto con l'asta | Kym Howe Australia               | 4.62m      | Svetlana Feofanova Russia                 | 4.62m        | Chelsea Johnson Stati Uniti Tatyana Polnova Russia | 4.57m        |
| Salto in lungo | Tatyana Lebedeva Russia          | 7.15m      | Naide Gomes Portogallo                    | 7.01m        | Oksana Udmurtova Russia                            | 6.85m        |
| Lancio del giavellotto | Nikola Brejchovà Rep. Ceca       | 61.92m     | Mercedes Chilla Spagna                    | 60.12m       | Felicia Tilea-Moldovan Romania                     | 59.66m       |
| AR record continentale \| NR record nazionale \| PB record personale \| SB record personale stagionale \| WL miglior prestazione dell'anno \| WR record mondiale |                                  |            |                                           |              |                                                    |              |